# Volksbank Dreiländereck
Die Volksbank Dreiländereck eG ist eine deutsche Genossenschaftsbank und hat ihren Sitz in Lörrach (Baden-Württemberg), grenznah zu dem namensgebenden Dreiländereck Deutschland, Schweiz und Frankreich.

## Mitgliedschaft

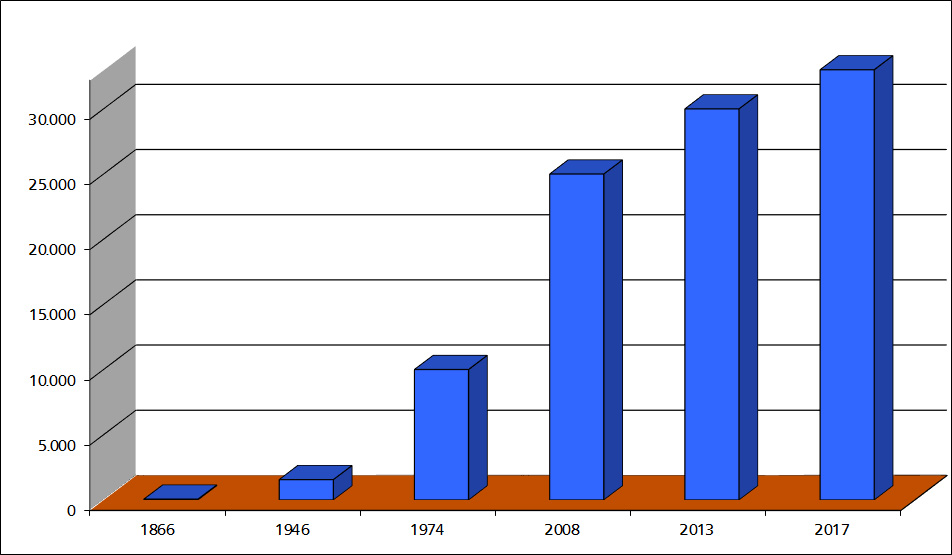
Mitgliederentwicklung Volksbank Dreiländereck eG

Durch die Rechtsform der Genossenschaft haben die Kunden der Volksbank Dreiländereck die Möglichkeit, Teilhaber der Bank zu werden. Zum Gründungsjahr 1866 zählte die Volksbank 60 Mitglieder. Nach dem Zweiten Weltkrieg stieg diese Zahl auf rund 1.555 Mitglieder.
Im Jahr 1974 erreichte die Bank die 10.000er Mitgliedermarke. In der Zeit der Finanzkrise 2008 zählte die Volksbank Dreiländereck bereits 25.000 Mitglieder. Anfang 2013 konnte die Volksbank Dreiländereck das 30.000. Mitglied begrüßen. 2019 kam die Volksbank Dreiländereck auf 35.000 Mitglieder. Aktuell (2024) hat die Volksbank Dreiländereck 43.772 Mitglieder.

## Geschäftsausrichtung
Die Volksbank Dreiländereck eG ist eine Universalbank. Gemeinsam mit ihren Partnern der genossenschaftlichen FinanzGruppe deckt sie das gesamte Spektrum von Finanzlösungen für Privat- und Firmenkunden ab – von der Anlageberatung und Finanzierung bis hin zu Zahlungsverkehrslösungen, Vorsorgekonzepten und Versicherungen.

## Filialen
Insgesamt zählt die Genossenschaftsbank 14 Filialen und 5 SB-Filialen, Lörrach-Hauptstelle, Lörrach-Mitte, Lörrach-Brombach, Lörrach-Stetten, Efringen-Kirchen, Grenzach, Haltingen, Kandern, Schliengen, Steinen, Weil am Rhein, Schopfheim, Maulburg und Zell im Wiesental.

## Gesellschaftliches Engagement
Die Volksbank Dreiländereck unterstützt und fördert verschiedene regional verwurzelte Vereine, sowie auch
Bildungs- und Kultureinrichtungen. 2024 spendete die Volksbank Dreiländereck rund 270.000 Euro an Vereine und Institutionen in der Region.

## Ausbildung
Im Schnitt hat die Bank jährlich knapp 24 Auszubildende. Sie bildet zum Bankkaufmann (m/w/d), Finanzassistent (m/w/d), Kaufmann für Digitalisierungsmanagement (m/w/d), Kaufmann für Dialogmarketing (m/w/d) aus und bietet ein duales Studium mit Schwerpunkt Finanzdienstleistungen an. Neben der praktischen Ausbildung werden die Auszubildenden in der Kaufmännischen Schule Schopfheim unterrichtet.

## Geschichte
Am 8. März 1866 wurde der Vorschussverein Lörrach in einer Versammlung im Gasthaus „Zur Krone“ von 60 Lörracher Bürgern gegründet. Hauptgründer und Lenker war Johann Josef Grether, der von 1866 bis 1910 Präsident des Vorschussvereins war.

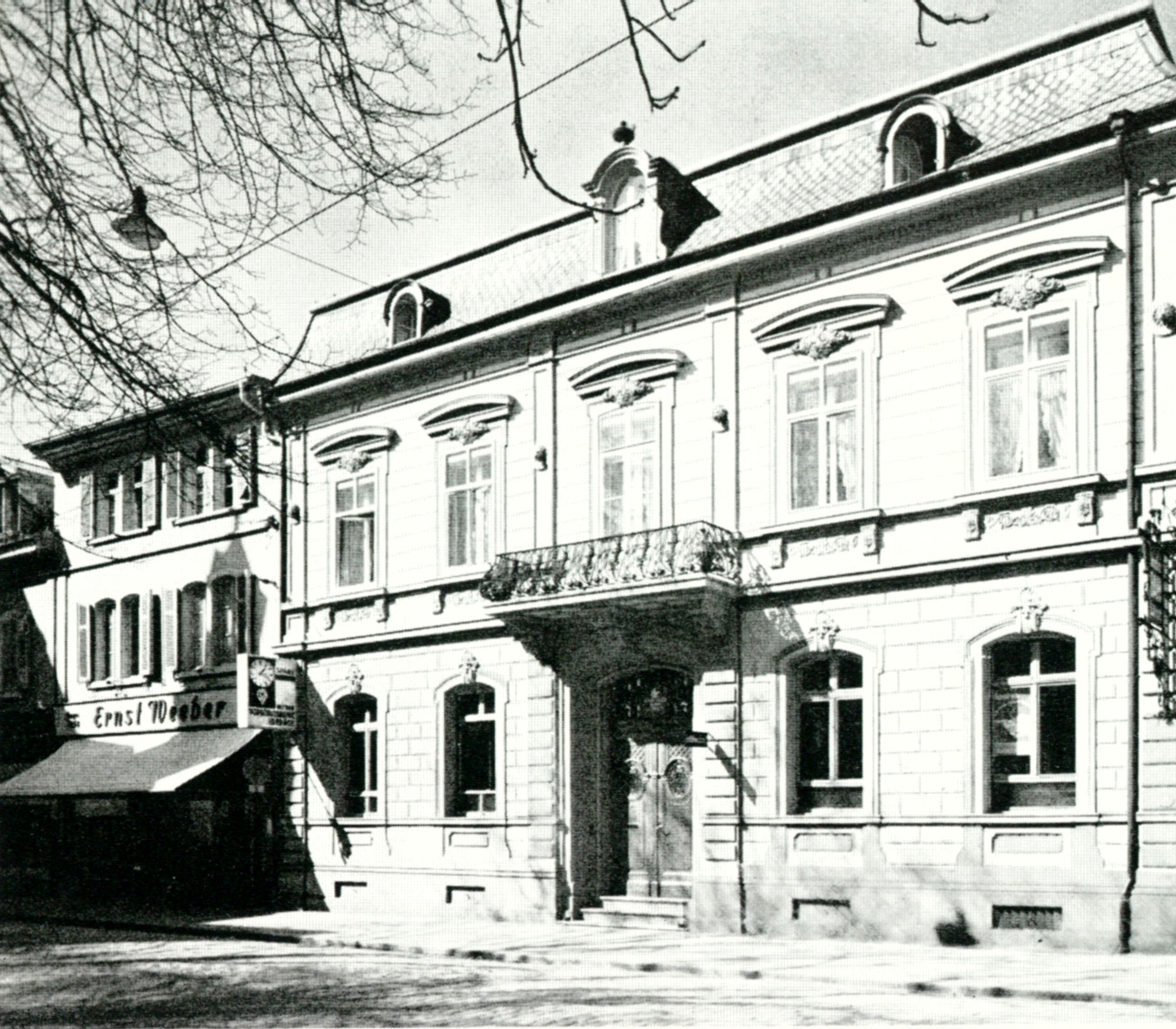
Das alte Hauptgebäude in der Turmstraße

Im Jahr 1875 baute der Vorschussverein in der Turmstraße das erste Bankgebäude. Da die Geschäftsräume nicht mehr ausreichten, beschloss der Verein, das Hauptgebäude im Jahr 1913 erstmals auszubauen und zu vergrößern.
Auf Wunsch des Deutschen Genossenschaftsverbandes änderte der Vorschussverein 1942 seinen Firmennamen auf „Volksbank Lörrach eingetragene Genossenschaft mit beschränkter Haftpflicht“. In den kommenden Jahren wurden die ersten Zweigstellen im Kreis Lörrach gebaut. Zudem wurde im Jahr 1965 mit der Volksbank Kandern fusioniert.

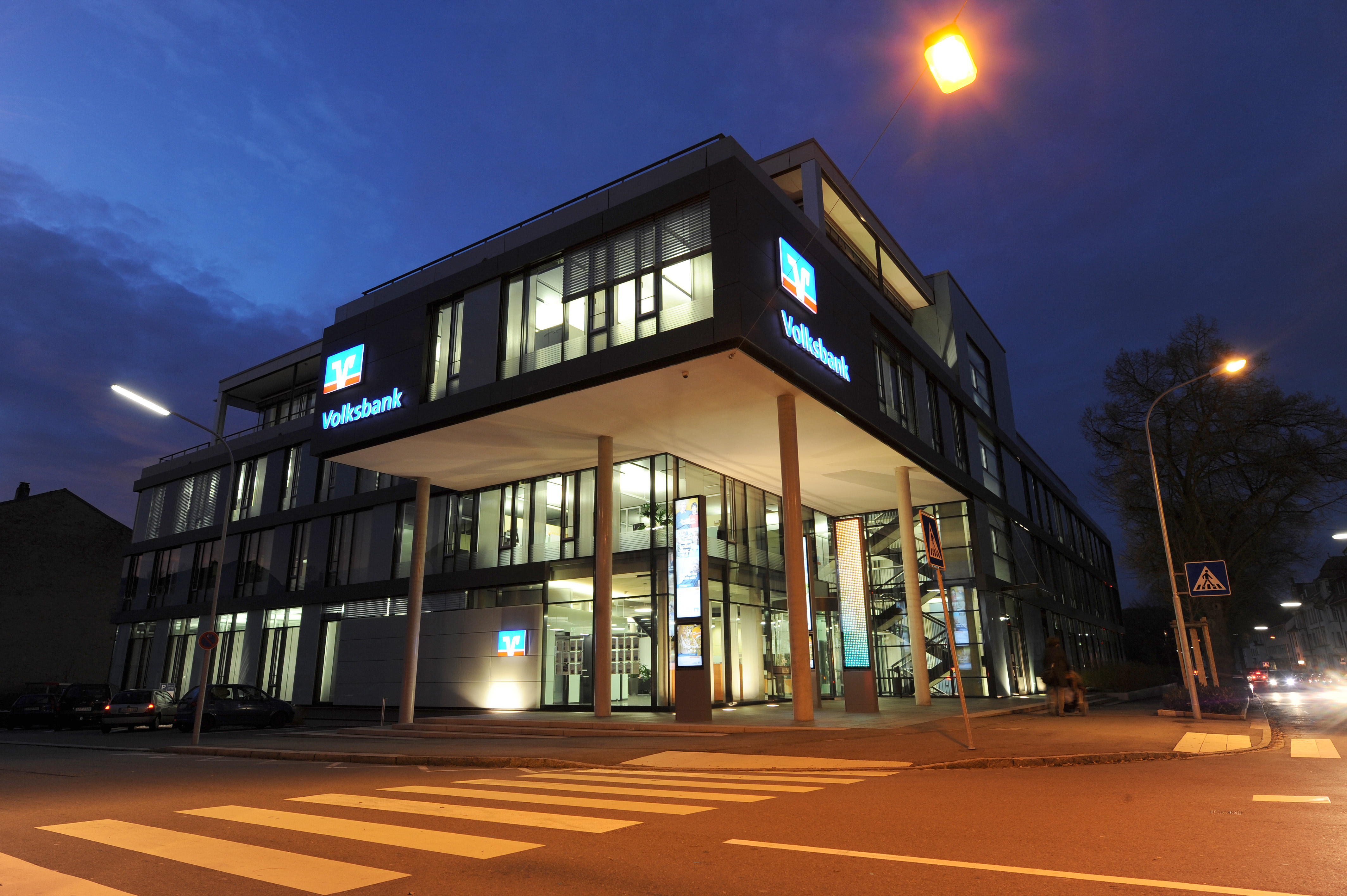
Die neue Hauptstelle in der Tumringer Straße

1968 beschloss die Volksbank Lörrach, in der Tumringer Straße ein neues Hauptgebäude zu bauen. Nur zwei Jahre später bezog die Volksbank Lörrach dieses Gebäude und übernahm noch im selben Jahr die Raiffeisenkasse Inzlingen.
Durch die Fusion der Volksbank Lörrach und der Raiffeisenbank Markgräflerland im Jahr 1998 entstand die Volksbank Dreiländereck. Noch im selben Jahr nahm man einen Komplettumbau des ehemaligen Stammgebäudes in der Turmstraße vor.
Die Filiale in Weil am Rhein wurde 2006 komplett umgebaut und modernisiert.
2008 begann der Neubau der Hauptstelle, die schließlich am 5. Mai 2009 eröffnet wurde. Die Filialen Binzen, Inzlingen und Efringen-Kirchen wurden 2013 und 2014 modernisiert.
Am 8. März 2016 feierte die Volksbank Dreiländereck ihr 150-jähriges Jubiläum. Im selben Jahr wurden die Filialen Schliengen, Steinen und Lörrach-Mitte umgebaut und modernisiert. Die Volksbank Dreiländereck erreicht im Jahr 2018 ein betreutes Kundenvolumen von über 2,5 Milliarden Euro. 2020 gingen über 95.000 Anrufe im KundenServiceCenter der Volksbank Dreiländereck. Erstmals nutzen über 7.500 Kunden
der Volksbank Dreiländereck die VR-BankingApp.
Im Jahr 2021 fusionierte die VR-Bank eG, Schopfheim-Maulburg mit der Volksbank Dreiländereck.

## Auszeichnungen
- FOCUS MONEY CityContest Bankentest Sieger 2011 und 2014[10][11]